# Municipio de New Hope (condado de Randolph)
El municipio de New Hope (en inglés: New Hope Township) es un municipio ubicado en el  condado de Randolph en el estado estadounidense de Carolina del Norte. En el año 2010 tenía una población de 1.198 habitantes.

## Geografía
El municipio de New Hope se encuentra ubicado en las coordenadas 35°34′6.5″N 79°58′19.16″O / 35.568472, -79.9719889.